# Walsleben, Brandenburg
För andra betydelser, se Walsleben.
Walsleben är en kommun och ort i Tyskland, belägen i Landkreis Ostprignitz-Ruppin i förbundslandet Brandenburg, 10 km nordväst om Neuruppin och 75 km nordväst om centrala Berlin.
Orten är administrativ huvudort i kommunalförbundet Amt Temnitz, där även kommunerna Dabergotz, Märkisch Linden, Storbeck-Frankendorf, Temnitzquell och Temnitztal ingår.

## Kommunikationer
Walsleben har en rastplats för motorvägen A24, som passerar genom kommunen. Närmaste avfart (Neuruppin) finns vid Dabergotz.  Walsleben har även en järnvägsstation där regionaltåget Prignitzexpressen (Berlin - Wittenberge) stannar.